# Imre Frivaldszky
Imre Frivaldszky (ou Emerich von Frivald; Bačkov, atual Eslováquia, 6 de fevereiro de 1799  - Jobbágy, 19 de outubro de 1870) foi um botânico e entomologista hungaro.

## Biografia
Nascido em uma família de nobres proprietários de terras, Frivaldszky estudou nos ginásios de Sátoraljaújhely e Eger, depois filosofia na Academia Real de Kassa. Graduou-se em medicina pela Universidade de Budapeste em 1823.
Ainda estudante em Eger, acompanhou Pál Kitaibel e Jószef Sadler em excursões botânicas. Quando se formou em medicina já era curador assistente no Museu Nacional Húngaro em Budapeste em 1822, onde mais tarde serviu como curador até sua aposentadoria em 1851. Em 1824 abandonou a prática da medicina e passou o resto de sua vida como botânico e zoólogo. Ele fez muitas viagens de coleta pela Hungria, Império Otomano e Itália.
Frivaldszky escreveu extensivamente sobre plantas, cobras, caracóis e especialmente insetos (Lepidoptera e Coleoptera). Grande parte de sua enorme coleção entomológica foi destruída em uma enchente em 1838, o restante em 1956 durante a revolução anticomunista. Muitos de seus espécimes estão no Museu de História Natural da Universidade de Pisa. Seu sobrinho János Frivaldszky também se tornou entomologista e curador do Museu Nacional Húngaro.